# Earl of Onslow

Familienwappen der Earls of Onslow

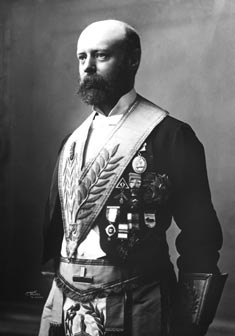
William Hillier Onslow, 4. Earl of Onslow

Earl of Onslow, of Onslow in the County of Salop, ist ein erblicher britischer Adelstitel in der Peerage of the United Kingdom.
Familiensitz der Earls ist Temple Court in Clandon Park bei Guildford in Surrey.

## Verleihung und nachgeordnete Titel
Der Titel wurde am 19. Juni 1801 an George Onslow, 4. Baron Onslow, verliehen. Dieser war rund 20 Jahre Mitglied des House of Commons gewesen und hatte verschiedene Ämter am Hof innegehabt. Zusammen mit der Earlswürde wurde ihm der nachgeordnete Titel Viscount Cranley, of Cranley in the County of Surrey, verliehen. Bereits am 20. Mai 1776 war ihm in der Peerage of Great Britain der fortan nachgeordnete Titel Baron Cranley, of Imber Court in the County of Surrey, verliehen worden.
Im Oktober 1776 hatte er von seinen Cousin zweiten Grades Richard Onslow, 3. Baron Onslow, zudem die fortan nachgeordneten Titel 4. Baron Onslow, of Onslow in the County of Salop and of Clandon in the County of Surrey, und 5. Baronet, of West Clandon in the County of Surrey, geerbt. Letzterer war am 8. Mai 1674 in der Baronetage of England seinesm Ur-urgroßvater Arthur Onslow verliehen worden, mit der Besonderheit, dass er im Hinblick auf die Protokollarische Rangordnung als bereits am 21. November 1660 erteilt gelten soll – zu diesem Datum war dessen Schwiegervater Thomas Foote (um 1592–1688) zum Baronet, of London, erhoben worden. Ersterer war am 19. Juni 1716 in der Peerage of Great Britain seinem Urgroßvater, dem Sohn des 1. Baronets, den Speaker des House of Commons und Schatzkanzler Sir Richard Onslow, 2. Baronet, verliehen worden, und zwar mit dem besonderen Vermerk versehen, dass diese Baronie in Ermangelung männlicher Nachkommen des 1. Barons auch auf seinen Onkel Denzil Onslow (um 1642–1721) und dessen männliche Nachkommen sowie danach auf seine Brüder und deren männliche Nachkommen übergehen könne.
Heutiger Inhaber der Titel ist seit 2011 der Ur-ur-ur-ur-ur-urenkel des 1. Earls, Rupert Onslow, 8. Earl of Onslow.

## Liste der Barone und Earls of Onslow und Onslow Baronets

### Onslow Baronets, of West Clandon (1674)
- Sir Arthur Onslow, 1. Baronet († 1688)
- Sir Richard Onslow, 2. Baronet (1654–1717) (1716 zum Baron Onslow erhoben)

### Barone Onslow (1716)
- Richard Onslow, 1. Baron Onslow (1654–1717)
- Thomas Onslow, 2. Baron Onslow (1679–1740)
- Richard Onslow, 3. Baron Onslow (1713–1776)
- George Onslow, 4. Baron Onslow (1731–1814) (1801 zum Earl of Onslow erhoben)

### Earls of Onslow (1801)
- George Onslow, 1. Earl of Onslow (1731–1814)
- Thomas Onslow, 2. Earl of Onslow (1754–1827)
- Arthur Onslow, 3. Earl of Onslow (1777–1870)
- William Onslow, 4. Earl of Onslow (1853–1911)
- Richard Onslow, 5. Earl of Onslow (1876–1945)
- William Onslow, 6. Earl of Onslow (1913–1971)
- Michael Onslow, 7. Earl of Onslow (1938–2011)
- Rupert Onslow, 8. Earl of Onslow (* 1967)

Mutmaßlicher Erbe (Heir presumptive) ist dessen Onkel 4. Grades, Anthony Ernest Edward Onslow (* 1955), ein Nachkomme des 2. Earls.